# Francis Hugh Adam Marshall
Francis Hugh Adam Marshall (* 11. Juli 1878 in High Wycombe; † 5. Februar 1949 in Cambridge) war ein britischer Physiologe.
Marshall studierte am University College London und der Universität Cambridge (Christ’s College) mit dem Abschluss 1900 und wurde an der University of Edinburgh promoviert (D.Sc.). In Edinburgh war er Assistent von James Cossar Ewart. Von 1903 bis 1908 lehrte er Naturgeschichte an der Universität Edinburgh. 1908 ging er wieder nach Cambridge, war ab 1909 Fellow des Christ’s College und wurde 1919 Reader. 1943 wurde er emeritiert.
Er befasste sich mit Reproduktionsbiologie und war an frühen Forschungen über den Zusammenhang von zyklischer Produktion von Sexualhormonen und Änderungen im Uterus beteiligt (Veröffentlichung mit William A. Jolly 1905). Später untersuchte er den Einfluss äußerer Faktoren wie Licht und Klima auf die Reproduktion und untersuchte Balz und Reproduktion von Vögeln.
Marshall wurde 1901 Fellow der Royal Society of Edinburgh und 1920 der Royal Society, deren Royal Medal er 1940 erhielt und deren Croonian Lecture er 1936 hielt. 1933 wurde er CBE. 1939 wurde er Ehrendoktor der Universität Edinburgh.

## Schriften
- mit William Cramer, James Lochhead: The Physiology of Reproduction, London: Longmans, Green 1910, 2. Auflage mit Cramer Lochhead, Cresswell Shearer 1922, 3. Auflage mit Alan S. Parkes 1952, 4. Auflage mit Alan S. Parkes und George Eric Lamming in 4 Bänden, Churchill Livingstone 1984 (Marshall’s Physiology of Reproduction)
- The Physiology of Farm Animals, 1920
- An Introduction to Sexual Physiology for Biological, Medical and Agricultural Students, London: Longmans, Green, 1925.